# Kenta Yanagida
Kenta Yanagida (柳田 健太 Yanagida Kenta?, nacido el 27 de mayo de 1995 en Kumamoto) es un futbolista japonés que juega como defensa.
En 2018, Yanagida se unió al Nara Club. Después de eso, jugó en el Kamatamare Sanuki.

## Trayectoria

### Clubes
| Club              | País  | Año    |
| ----------------- | ----- | ------ |
| Nara Club         | Japón | 2018   |
| Kamatamare Sanuki | Japón | 2019 - |

## Estadística de carrera

### J. League
| Club              | Año   | J. League | J. League | Copa J. League | Copa J. League | Total | Total |
| Club              | Año   | Part.     | Goles     | Part.          | Goles          | Part. | Goles |
| ----------------- | ----- | --------- | --------- | -------------- | -------------- | ----- | ----- |
| Kamatamare Sanuki | 2019  | 23        | 0         | -              | -              | 23    | 0     |
| Total             | Total | 23        | 0         | 0              | 0              | 23    | 0     |